# Alan Lomax
Alan Lomax, född 31 januari 1915 i Austin, Texas, död 19 juli 2002 i Safety Harbor, Florida, var en amerikansk musikolog, som ägnade sig åt att spela in folkmusik i olika delar av världen.
Lomax var son till John Lomax, och tillsammans med sin far, och senare på egen hand, gjorde Lomax bandupptagningar av folksångare över hela USA och stora delar av Europa. Han gav ut flera folkvisesamlingar, bland annat The Southern Heritage (1960) och Folk Songs of Britain (1961). Han gjorde en stor insats för folkmusikinsamlingen vid USA:s kongressbibliotek, och är annars känd för sitt banbrytande arbete med cantometrics, en metod att analysera särdrag hos olika musikkulturer, beskrivet i Folk Song Style and Culture (1968).
Lomax var själv en habil folksångare, och gav ut flera album.